# Ponometia
Ponometia là một chi bướm đêm thuộc họ Noctuidae.

## Các loài
- Ponometia exigua Fabricius, 1793
- Ponometia mcdunnoughi Barnes & Benjamin, 1923 (alternative spelling Ponometia macdunnoughi)
- Ponometia megocula Smith, 1900
- Ponometia sutrix Grote, 1880
- Ponometia tripartita Smith, 1903

## Formerly Conochares
- Ponometia acutus Smith, 1905 (đồng nghĩa: Ponometia catalina Smith, 1906)
- Ponometia altera Smith, 1903
- Ponometia elegantula Harvey, 1876 (đồng nghĩa: Ponometia arizonae H. Edwards, 1878, Ponometia rectangula McDunnough, 1943)

## Formerly Fruva
- Ponometia fasciatella Grote, 1875
- Ponometia hutsoni Smith, 1906
- Ponometia pulchra Barnes & McDunnough, 1910
- Ponometia vinculis Dyar, 1914

## Formerly Tarachidia
- Ponometia alata Smith, 1905
- Ponometia albimargo Barnes & McDunnough, 1916
- Ponometia albisecta Hampson, 1910
- Ponometia albitermen Barnes & McDunnough, 1916
- Ponometia bicolorata Barnes & McDunnough, 1912
- Ponometia binocula Grote, 1875
- Ponometia bruchi Breyer, 1931
- Ponometia candefacta Hübner, [1831]
- Ponometia carmelita Dyar, 1914
- Ponometia clausula Grote, 1882
- Ponometia corrientes Hampson, 1910
- Ponometia cuta Smith, 1905
- Ponometia dorneri Barnes & McDunnough, 1913
- Ponometia erastrioides Guenée, 1852
- Ponometia flavibasis Hampson, 1898
- Ponometia fumata (Smith, 1905)
- Ponometia heonyx Dyar, 1913
- Ponometia huita Smith, 1903
- Ponometia libedis Smith, 1900
- Ponometia margarita Schaus, 1904
- Ponometia marginata Köhler, 1979
- Ponometia mixta Möschler, 1890
- Ponometia morsa Köhler, 1979
- Ponometia nannodes Hampson, 1910
- Ponometia nigra (Mustelin, 2006)
- Ponometia nigrans Köhler, 1979
- Ponometia parvula Walker, 1865
- Ponometia phecolisca Druce, 1889
- Ponometia semibrunnea Druce, 1909
- Ponometia semiflava Guenée, 1852
- Ponometia septuosa Blanchard & Knudson, 1986
- Ponometia tortricina Zeller, 1872
- Ponometia venustula Walker, 1865
- Ponometia virginalis Grote, 1881
- Ponometia viridans Smith, 1904